# 蒂亚戈·佩雷拉 (田径运动员)
蒂亚戈·若昂·路易斯·佩雷拉（葡萄牙語：Tiago João Luís Pereira，1993年9月19日—），生于里斯本，葡萄牙男子田径运动员，主攻三级跳远，2024年世界室内田径锦标赛男子三级跳远铜牌得主。